# Gian Pietro Lucini
Gian Pietro Lucini, pseudonimo di Pieter Lucini (Milano, 30 settembre 1867 – Breglia, 13 luglio 1914), è stato un poeta, scrittore e critico letterario italiano.

## Biografia
Gian Pietro Lucini fu contestato e poco considerato dalla critica fino a Franco Fortini ma in seguito rivalutato da Edoardo Sanguineti e negli ultimi tempi studiato e analizzato profondamente. Considerato precursore delle nuove avanguardie, Lucini può ora essere annoverato tra i maggiori innovatori della poesia italiana. Ebbe posizioni politiche considerate una eccezione nel contesto letterario di quegli anni essendo antiborghese, anarchico, contro la monarchia, la Chiesa e l'esercito tanto da essere incriminato per antimilitarismo e offese ai regnanti.
Nel 1891 si trasferisce a Breglia nella residenza oggi denominata Palazzo Lucini con la sua compagna, Giuditta Cattaneo, e nel 1892 si laurea in Legge all'Università degli Studi di Pavia discutendo una tesi su le Considerazioni generali sull'azione dello stato in rapporto ai diritti dei privati. Nel 1895 sposa Giuditta Cattaneo con rito civile. Nel 1901 cura la recensione di un libro antimilitarista e viene incriminato per le tesi sostenute. Nel 1905 collabora alla rivista Poesia di Filippo Tommaso Marinetti, e fra il 1908 e il 1910 conosce Corrado Govoni, Guido Gozzano, Umberto Notari e Paolo Buzzi, con i quali stringe amicizia.
Nel 1910 egli dimostra punti di dissenso con i futuristi ma manterrà buoni rapporti con Aldo Palazzeschi, Giovanni Papini e Giuseppe Prezzolini. Antimilitarismo, pubblicato postumo nel 2006, fu la sua ultima opera che resterà in bozze per la morte che lo colse, nella sua villa di Breglia, nel comune di Plesio, a soli 47 anni, per tubercolosi ossea (gli era stata anche amputata una gamba).
Viene cremato nel Tempio Crematorio del Cimitero Monumentale di Milano, come da sua espressa volontà, alla presenza degli amici Carlo Paolo Agazzi, Luigi Conconi e Paolo Valera. Le ceneri vengono sepolte in una tomba dello stesso Monumentale. Isolato, sia per il carattere, sia per la malattia che lo colpì in giovane età, scrisse molto di poesia, di narrativa, di critica. Fu anche pubblicista e curò l'edizione delle opere dell'amico Carlo Dossi.
Alla sua morte la moglie Giuditta propone al poeta armeno Hrand Nazariantz esule in Puglia di dirigerne una fondazione atta a raccoglierne l'eredità spirituale e la numerosissima produzione letteraria edita e inedita. Tale progetto non fu mai realizzato e le carte di Lucini furono affidate alla Biblioteca Comunale di Como, dove ancora oggi sono custodite in un fondo a lui dedicato .

## La poetica
La parte più significativa della sua personalità si manifesta nella produzione saggistica contenuta nel volume che venne pubblicato nel 1908 Il verso libero. L'idea che egli ebbe del movimento simbolista fu alquanto generosa ma confusa. Egli infatti comprese le innovazioni formali che gli autori francesi avevano introdotto e cercò di separarle dai contenuti di gusto decadente opponendo a Gabriele D'Annunzio e al Futurismo, i valori etico-formali di Giosuè Carducci e Ugo Foscolo senza però riuscirci completamente.
Nel 1894 esce la sua prima raccolta poetica, Il libro delle figurazioni ideali e nel 1898 la sua seconda raccolta con il titolo Il libro delle immagini terrene, che risentono della letteratura parnassiana e simbolista francese. Lucini rifiuta la purezza linguistica e mescola l'eloquio alto e basso senza differenze. Nelle scelte linguistiche, come nella tematica, si avverte una certa eredità dalla Scapigliatura con il gusto di una certa macabra stranezza e con l'esasperazione di antichi modelli romantici.

## Analisi diRevolverate
Edoardo Sanguineti ha curato l'edizione di Revolverate (Torino, Einaudi, 1974) con un ricco e positivo commento al testo ed è riuscito a recuperare le Nuove Revolverate, mai pubblicate in volume.
Il titolo originale dell'opera, Canzoni amare, venne cambiato da Marinetti, editore dell'opera, in Revolverate scritto nella sua villa di Plesio e pubblicato a Milano nell'Edizione di "Poesia", raccolte di poesie, nel 1909. La raccolta, articolata in tre parti, è composta da ventitré componimenti in versi liberi e si apre con un sonetto-ritratto Antologia e una dedica Per chi? per terminare con un Congedo. In essi il poeta espone i principi della sua opera, come lo "sdegnoso rifiuto di prosodia" e il mito della "rivendicazione".
Filippo Tommaso Marinetti, nella sua Prefazione futurista, ammette che Lucini era avverso al futurismo ma aggiunge che "i suoi odi sono i nostri", dimostrando così la sua approvazione e ammirazione. In tempi recenti questa immagine di Lucini sarà ripresa da Antonino Reitano in L’onore, la patria e la fede nell’ultimo Marinetti (APED, 2006) che gli dedicherà un intero capitolo dal titolo Revolverata: la voce del giovane eroe. Molti dei testi della raccolta erano già stati precedentemente pubblicati sulla rivista "L'Educazione politica" nei primissimi anni del Novecento. Nell'opera, I canti d'angoscia, di sprezzo e di livore, sono rappresentati i vizi che Lucini considera i peggiori come l'"ipocrisia", la "falsa modestia", il "larvato corrompere", l'"impostura", l'"universale vigliaccheria", tipici della società borghese.
Nella prima sezione dell'opera, "Scherzi", compaiono i personaggi che rappresentano i vizi: il Giovane Eroe, la Cortigianetta, il Giovane Signore, maschere tipiche di una "società di saltimbanchi". La scrittura luciana fa ricorso a tutti i modi della satira per dichiarare il disprezzo, l'amarezza, il risentimento sociale per il militarismo e il filisteismo borghese. Riprendendo le formule della poesia medievale egli irride quell'Italia che "farnetica imperi levantini" (egli infatti sarà contrario alla successiva impresa di Libia) e contro la "Gente - per - Bene" e i "ciarlatani e bancarottieri" egli sostiene che la letteratura può segnare un importante ruolo, persuaso com'è del nesso tra politica e poesia e della forza della parola come la più efficace delle armi.
Nella seconda sezione della raccolta intitolata "Sarcasmi" viene ribadito il concetto che la poesia non può sottrarsi alle proprie responsabilità sociali. Nell'epigrafe di "Sarcasmi" viene condensato tutto il programma delle Revolverate: "Oggi è tempo di Satira!". Lucini osserva la realtà popolata da "carogne sociali" e riprende un tema già trattato, quello della prostituzione interpretata come esempio della mercificazione dei rapporti umani nella società della Belle Èpoque e coglie l'occasione di una canzone, la Canzone delle prostitute, per accusare la borghesia di ipocrisia in fatto di sessualità.
Lo spirito antimonarchico di Lucini si fa sentire con maggior vigore nei due componimenti per la nascita dei figli di Vittorio Emanuele III; in questi versi riaffiora lo spirito carducciano che trova la massima ispirazione nella terza sezione dove il poeta affronta tematiche risorgimentali e di carattere strettamente politico. Tra i testi più riusciti vi è il lungo poemetto filosofico Per tutti gli Dei morti e aboliti dove Lucini propaganda il suo credo laico con le parole "Dio è in Noi".
Con la canzone scritta nel 1901 all'indomani della morte di Gaetano Bresci (l'eroe della "vendicazione"), intitolata Per un Fantasma, sopra Due Cadaveri, si conclude la terza sezione. La poesia di Revolverate, satirica e civile, ha le sue radici nella poesia della tradizione lombarda, da Giuseppe Parini a Carlo Porta, fino agli scapigliati e a Carlo Dossi (che Lucini considera il suo vero maestro) risentendo inoltre degli influssi dei simbolisti francesi e di un Giosuè Carducci letto in "chiave libertaria".

## Opere

### Poesia
- Il libro delle figurazioni ideali, Milano 1894
- Il libro delle immagini terrene, Milano 1898
- La nenia al bimbo di un Ci-Devant, Milano 1898
- Il monologo di Florindo, Milano 1898
- Il monologo di Rosaura, Milano 1898
- I monologhi di Pierrot, Milano 1898
- L'intermezzo dell'Arlecchinata, Milano 1898
- La ballata di Carmen Monarchia corifea di Café Chantant, Milano 1900
- Elogio di Varazze, Varazze 1907
- Per una vecchia croce di ferro. Tre liriche con disegni di Carlo Agazzi, Milano 1908
- Revolverate, Con una prefazione futurista di F.T. Marinetti, Milano, Edizioni di "Poesia", 1909.
- Carme di angoscia e di Speranza, Milano 1909,
- La solita canzone di Melibeo, Milano 1910.
- Parade, seguito da un dialogo notturno tra il passante e la passante, inediti a cura di T. Grandi, Milano 1967
- Le antitesi e le perversità a cura di G.Viazzi, Parma 1970
- Esperienze d'amore del Melibeo a cura di Terenzio Grandi, Alberto Tallone Editore 1976
- Revolverate e Nuove Revolverate, a cura di E. Sanguineti, Torino 1975
- Il verso libero. Proposta, a cura di Pierluigi Ferro, Interlinea edizioni, Novara, 2008.

### Narrativa e altre prose
- Gian Pietro da Core, Storia della Evoluzione della Idea (preceduto da Il Commiato), Milano 1895
- Epistola apologetica a Le Ballate d'Amore e di Dolore di Luigi Donati, Milano 1897
- La prima ora dell'Accademia, Milano-Napoli-Salerno 1902
- Appunti stendhaliani, Saluzzo 1903
- Ai Mani gloriosi di Giosuè Carducci, Varazze 1907
- Ragion poetica e Programma del verso libero. Grammatica, ricordi e confidenze per servire alla Storia delle Lettere contemporanee, Milano 1908; 2ª ed. a cura di Pier Luigi Ferro, Novara, Interlinea, 2008
- L'ora topica di Carlo Dossi, saggio di critica integrale, Varese 1911
- Giosuè Carducci, Varese 1912
- Filosofi ultimi, rassegna a volo d'aquila del Melibeo, contributo ad una storia della filosofia contemporanea, Roma 1913
- Il tempio della gloria. Tre ore sceniche della Russia contemporanea con Prefazioni ed Appendici, Ancona 1913
- Antidannunziana. D'Annunzio al vaglio della critica, Milano 1914
- La piccola Chelidonio, Milano 1922
- La gnosi del Melibeo ossia i suoi filosofici svaghi, raccolti e glossati da Gian Pietro Lucini, a cura di T. Grandi, Torino 1930
- Libri e cose scritte, a cura di G.Viazzi, Napoli 1971
- Per una poetica del simbolismo, a cura di G. Viazzi, Napoli 1971
- Scritti critici, a cura di L. Martinelli, Bari 1971
- I Drammi delle Maschere, a cura di G. Viazzi, Parma 1973
- Marinetti Futurismo Futuristi. Saggi e interventi, a cura di M. Artioli (in appendice lettere a A. Palazzeschi), Bologna 1975
- Prose e Canzoni amare, a cura di I. Ghidetti, prefazione di G. Luti, Firenze 1971
- Antimilitarismo, a cura di S.Nicotra, Mondadori, Milano 2006